# Catesbaea holacantha
Catesbaea holacantha är en måreväxtart som beskrevs av Charles Wright och August Heinrich Rudolf Grisebach. Catesbaea holacantha ingår i släktet Catesbaea och familjen måreväxter.
Artens utbredningsområde är Kuba. Inga underarter finns listade i Catalogue of Life.